# Armata 1 austro-ungară (1916-1918)
Armata I austro-ungară a fost una din marile unități operative ale Armatei Austro-Ungare, participantă la acțiunile militare de pe frontul român, în timpul Primului Război Mondial. În această perioadă a fost comandată de generalul de infanterie  sibian Arthur Arz von Straussenburg și de generalul colonel arădean Franz Rohr von Denta.

## Comandanți
- General de cavalerie Viktor Dankl (august 1914 – 23 mai 1915)
- General de cavalerie Karl von Kirchbach auf Lauterbach (23 mai 1915 – 10 iunie 1915)
- Feldzeugmeister (din 1 mai 1916 general colonel) Paul Puhallo von Brlog (10 iunie 1915 – 26 iulie 1916)
- General de infanterie Arthur Arz von Straußenburg (16 august 1916 - 28 februarie 1917)
- General colonel Franz Rohr von Denta (1 martie 1917 – 15 aprilie 1918)

## Compunerea Armatei la 14 august 1916
Armata 1 Austro-Ungară era formată în august 1916 din unități de pază a graniței cu România, unități de muncă și unități aflate la refacere. Era dislocată de la Vatra Dornei, Brașov, Sibiu, până la Dunăre în zona Orșova. Brigăzile de infanterie erau de miliții (rezerviști în vârstă). La Vatra Dornei frontul se continua cu flancul drept al Armatei a 7-a Austro-Ungară.
Divizia 61 infanterie austriacă (august - decembrie 1916). Comandanți: General maior von Grollbert, von Cebrow
Divizia 71 infanterie austriacă (august 1916 - octombrie 1917). Comandant: General maior Goldbach
Brigada 144 infanterie austriacă (august 1916 - iunie 1917). Comandanți: Colonel Berger (1916), Colonel Bacsilla
Brigada 145 infanterie austriacă (august 1916 - martie 1918). Comandanți: Colonel Fiebich Ripke (până în martie 1917), General maior von Hranilovic
Divizia 51 Honvezi (august 1916 - decembrie 1916). Comandanți: General maior Tanaky, General maior von Mouillard
| Unități                | Batalioane | Escadroane | Baterii | Efective | Efective | Tunuri |
| ---------------------- | ---------- | ---------- | ------- | -------- | -------- | ------ |
| Unități                | Batalioane | Escadroane | Baterii | Ofițeri  | Soldați  | Tunuri |
| Divizia 61 infanterie  | 17         | 3          | 6       | 477      | 9.124    | 36     |
| Divizia 71 infanterie  | 9          | 3 și 1/4   | 4       | 139      | 6.363    | 14     |
| Brigada 143 infanterie | 8          | 1 și 1/4   | 1       | 135      | 4.027    | 6      |
| Brigada 144 infanterie | 5          | 1/4        | 1       | 87       | 4.711    | 4      |
| Brigada 145 infanterie | 4          | 1/4        | 4       | 66       | 3.483    | 12     |
| Divizia 51 Honvezi     | 7          | 2          | 1       | 154      | 5.594    | 4      |
| Total                  | 50         | 10         | 17      | 1.058    | 33.302   | 76     |

### Dislocarea unităților Armatei la 14 august 1916[4]
Divizia 61 Infanterie în zona Cicului și Gherghiului 
Divizia 51 Honvezi în zona Alba Iulia și Orăștie
Divizia 71 Infanterie în regiunea Brașov
Divizia 72 Infanterie (în curs de constituire) în zona Sibiu - Petroșani. Divizia urma să cuprindă Brigăzile 143 și 144 infanterie.
Brigada 145 Infanterie la Orșova
Regimentul 82 Infanterie (secuiesc) la Brașov
Divizionul 9 husari la Brașov
În septembrie 1916 unități ale Armatei 1 Austro-Ungare sunt detașate operativ Armatei 9 Germane.  
Astfel Divizia 301 cadre germană (doar comandament) condusă de General maior Johannes von Busse, a primit în compunere: 
Brigada 144 Infanterie austriacă - toată campania
Brigada 2 munte austriacă - 5 batalioane cu artilerie proprie
1 batalion și o baterie din Divizia 187 infanterie Germană
1 batalion și o baterie din Corpul Alpin German

#### Compunerea normală a unei divizii austro-ungare era:
- 4 regimente de infanterie a câte 3 batalioane. Batalionul avea 4-6 mitraliere. Regimentul avea în medie 4 aruncătoare de mine ușoare și 4 tunuri de infanterie (de însoțire). Companiile aveau câte 3 mitraliere ușoare (puști mitraliere).
- 1 - 2 escadroane de cavalerie
- 1 comandament brigadă de artilerie cu:
- 12 baterii tunuri și obuziere de câmp și munte
- 1 - 2 baterii tunuri și obuziere grele
- 1 - 2 companii aruncătoare mine grele.[6]